# Powiat Emmendingen
Powiat Emmendingen (niem. Landkreis Emmendingen) – powiat w Niemczech, w kraju związkowym Badenia-Wirtembergia, w rejencji Fryburg, w regionie Südlicher Oberrhein. Stolicą powiatu jest miasto Emmendingen. Sąsiaduje z powiatami: Schwarzwald-Baar, Breisgau-Hochschwarzwald oraz Fryburgiem Bryzgowijskim - miastem na prawach powiatu. Na zachodzie graniczy z Francją.

## Podział administracyjny
W skład powiatu Emmendingen wchodzi:
- sześć gmin miejskich (Stadt)
- 18 gmin wiejskich (Gemeinde)
- dwie wspólnoty administracyjne (Vereinbarte Verwaltungsgemeinschaft)
- cztery związki gmin (Gemeindeverwaltungsverband)

Miasta:
| Lp. | Nazwa miasta            | Ludność (31.12.2010) | Powierzchnia km² |
| --- | ----------------------- | -------------------- | ---------------- |
| 1   | Elzach                  | 6950                 | 75,28            |
| 2   | Emmendingen             | 26874                | 33,80            |
| 3   | Endingen am Kaiserstuhl | 9104                 | 26,72            |
| 4   | Herbolzheim             | 9947                 | 35,48            |
| 5   | Kenzingen               | 9232                 | 36,93            |
| 6   | Waldkirch               | 20857                | 48,47            |

Gminy wiejskie:
| Lp. | Nazwa gminy              | Ludność (31.12.2010) | Powierzchnia km² |
| --- | ------------------------ | -------------------- | ---------------- |
| 1   | Bahlingen am Kaiserstuhl | 3964                 | 12,66            |
| 2   | Biederbach               | 1749                 | 31,36            |
| 3   | Denzlingen               | 13712                | 16,95            |
| 4   | Forchheim                | 1227                 | 10,78            |
| 5   | Freiamt                  | 4217                 | 52,92            |
| 6   | Gutach im Breisgau       | 4457                 | 24,77            |
| 7   | Malterdingen             | 3017                 | 11,14            |
| 8   | Reute                    | 3052                 | 4,79             |
| 9   | Rheinhausen              | 3443                 | 21,99            |
| 10  | Riegel am Kaiserstuhl    | 3645                 | 18,34            |
| 11  | Sasbach am Kaiserstuhl   | 3377                 | 20,78            |
| 12  | Sexau                    | 3245                 | 16,30            |
| 13  | Simonswald               | 3019                 | 74,31            |
| 14  | Teningen                 | 11733                | 40,27            |
| 15  | Vörstetten               | 2955                 | 7,89             |
| 16  | Weisweil                 | 2126                 | 19,09            |
| 17  | Winden im Elztal         | 2828                 | 21,96            |
| 18  | Wyhl am Kaiserstuhl      | 3612                 | 16,95            |

Wspólnoty administracyjne:
| Lp. | Nazwa wspólnoty administracyjnej | Ludność (31.12.2010) | Powierzchnia km² | Liczba gmin |
| --- | -------------------------------- | -------------------- | ---------------- | ----------- |
| 1   | Emmendingen                      | 49086                | 154,43           | 5           |
| 2   | Waldkirch                        | 28333                | 147,55           | 3           |

Związki gmin:
| Lp. | Nazwa związku gmin          | Ludność (31.12.2010) | Powierzchnia km² | Liczba gmin |
| --- | --------------------------- | -------------------- | ---------------- | ----------- |
| 1   | Denzlingen-Vörstetten-Reute | 19719                | 29,63            | 3           |
| 2   | Elzach                      | 11527                | 128,60           | 3           |
| 3   | Kenzingen-Herbolzheim       | 24748                | 113,49           | 4           |
| 4   | Nördlicher Kaiserstuhl      | 24929                | 106,23           | 6           |